# Burg Lavardin
Die Ruine der Burg Lavardin (französisch: Château de Lavardin) steht auf einem Felsplateau am linken Ufer des Loir über der französischen Ortschaft Lavardin südöstlich von Montoire-sur-le-Loir im Département Loir-et-Cher, Region Centre-Val de Loire.
Obwohl während der französischen Religionskriege mehrfach belagert und erobert, wurde die Burg dabei nicht beschädigt. Dass sie heute trotzdem eine Ruine ist, liegt an einem Befehl des französischen Königs Heinrich IV., der sie im 16. Jahrhundert schleifen ließ, um sie militärisch unbrauchbar zu machen.
Seit dem 21. November 1945 ist die Anlage als Monument historique klassifiziert und steht damit unter Denkmalschutz.

## Beschreibung
Die Spornburg besaß früher drei Ringmauern, die sehr gut die verschiedenen Erweiterungsphasen der Anlage verdeutlichten. Erhalten sind davon heutzutage nur die innere und die äußere Umfassungsmauer. Form und Verlauf der äußeren Ringmauer orientieren sich am Grundriss des felsigen Burgplatzes und damit an den natürlichen Gegebenheiten vor Ort. Ein sogenanntes Châtelet – ein stark befestigter Torbau – beschützt ihr Burgtor, zu dem früher eine Zugbrücke führte. Hinter dem Burgtor befindet sich ein großer Innenhof, der früher durch die mittlere Ringmauer in zwei Partien geteilt war. Die mittlere Mauer ist zwar verschwunden, jedoch existieren noch Reste eines Mauerturms und eine Gebäuderuine aus dem 15. Jahrhundert. Von der Innenausstattung des Gebäudes ist noch ein Teil der Steintreppe erhalten. An ihr finden sich die Wappen des Hauses Vendôme und zeugen davon, dass die Burg Lavardin im Mittelalter zum Besitz dieses französischen Adelshauses gehörte.
Die 26 Meter hohe Donjonruine ist von einer Mantelmauer umgeben, die heute die innere Ringmauer bildet. Seine starken Beschädigungen rühren von Minenexplosionen während des 16. Jahrhunderts. Die erhaltenen Mauerreste weisen zahlreiche Maschikulis auf. Erhaltene Reste von Kaminen sowie Spitzbogengewölbe im Inneren zeugen von seiner damaligen Wohnlichkeit.

## Geschichte

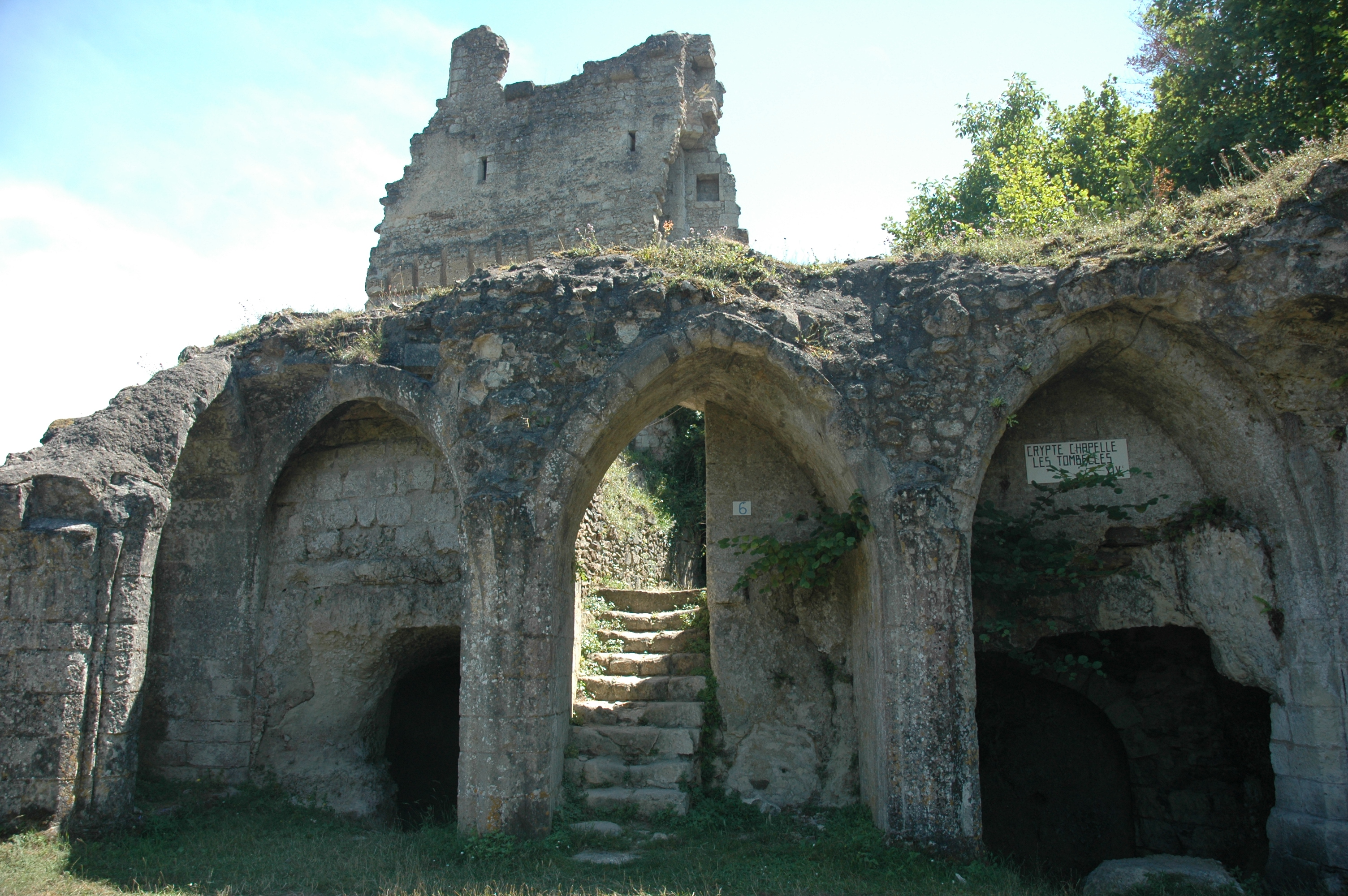
Bogen- und Mauerreste

Die Burg wurde bereits im 10. Jahrhundert gegründet und bestand zunächst wahrscheinlich aus Holz und Lehm, ehe sie 1070 durch einen Bau aus Stein ersetzt wurde. Die Bauarbeiten zur Errichtung, darunter diejenigen zum Bau der heutigen, unteren Partie des Donjons, dauerten fünf Jahrzehnte lang. In den folgenden vier Jahrhunderten wurde die Anlage immer wieder durch ihre jeweiligen Besitzer dem militärischen Stand der Dinge angepasst.
Gegen Ende des 12. Jahrhunderts ergänzten die Grafen von Vendôme den Donjon durch Rundtürme an dessen Ecken. Sie verstärkten außerdem die Schutzwälle und errichteten eine erste Ringmauer. Die Burg übernahm aufgrund ihrer Lage zwischen den Hoheitsgebieten des französischen Reiches der Kapetinger und den Besitzungen der Grafen von Anjou eine wichtige Rolle als Hauptstützpunkt der Herren von Vendôme. Während dieser Zeit besaß die Burg ob ihrer Wehrelemente den Ruf der Uneinnehmbarkeit, jedoch hielt dies Heinrich II. Plantagenet und seinen Sohn Richard Löwenherz nicht davon ab, sie 1188 nach der Einnahme von Troo und Montoire zu belagern, aber vergeblich.
Im 13. Jahrhundert schon erstmals vergrößert, wurde der Donjon Ende des 14. Jahrhunderts erneuert und erhöht sowie seine Innenausstattung modernisiert. Außerdem erhielt die damalige Mantelmauer – die heutige innere Ringmauer – einen befestigten Torbau. Unterhalb des Donjons standen zu jener Zeit auf zwei natürlichen, durch eine Ringmauer geschützten Plattformen ein Wohntrakt und darunter verschiedene Nebengebäude. Weitere Verstärkungen erfolgten im 15. Jahrhundert, als an die mittlere Ringmauer von innen ein Gebäude angebaut und die Mantelmauer des Donjons noch einmal verbreitert wurde.
Während der Hugenottenkriege teilte die Burg Lavardin nicht das Schicksal so vieler anderer französischer Burgen. Obwohl mehrfach erobert, besetzt und zurückerobert, blieb die Burg vor Zerstörungen bewahrt. 1589 von der Katholischen Liga eingenommen, wurde sie dann von der protestantischen Seite erobert und besetzt, aber ein Jahr später von den Truppen des Fürsten von Conti für die Katholiken wieder zurückerobert, nur um im darauffolgenden Jahr durch Truppen des französischen Königs Heinrich IV. wieder eingenommen zu werden. Per königlichem Befehl ließ Heinrich die Burg schleifen, um sie militärisch ein für alle Mal unbrauchbar zu machen. In diesem entwehrten Zustand ist die Anlage noch heute.